# Bet Gamli’el
Bet Gamli’el (hebr.: בית גמליאל) – moszaw położony w samorządzie regionu Chewel Jawne, w Dystrykcie Centralnym, w Izraelu.

## Historia
Moszaw został założony w 1949 przez imigrantów z Rumunii, Czechosłowacji, Węgier i Afryki Północnej..

## Gospodarka
Gospodarka moszawu opiera się na intensywnym rolnictwie.